# Te Ranga
Te Ranga  est un village du District de la Baie de l'Abondance Occidentale dans la région de la baie de l’Abondance dans l’ Île du Nord de la Nouvelle-Zélande.

## Histoire
Ce fut une zone clé durant les Guerres maories

## Éducation
L’école de «Te Ranga School» est une école primaire, publique, mixte, accueillant les enfants de l’année 1 à 8  avec un effectif de 154 élèves en novembre 2021